# Gianluca Ferrara
Gianluca Ferrara (Portici, 16 agosto 1972) è un politico italiano.

## Biografia
Nato a Portici il 16 agosto 1972, si laurea in scienze politiche all'Università degli Studi di Napoli Federico II. Nel 2005 dà vita a Edizioni Creativa e da una collana della stessa fonda la casa editrice indipendente Dissensi Edizioni di cui è direttore editoriale.
È autore di saggi e articoli dove si occupa di politica internazionale. Ha scritto per diverse riviste e giornali tra cui Il manifesto ed ha un blog sul sito ilfattoquotidiano.it e l'agenzia di stampa Adista.
Il suo lavoro come editore e scrittore si incentra sulla difesa dei diritti umani e sull’analisi dei fenomeni economico-sociali. Nel 2017 ha scritto il libro La società del benessere comune con Francesco Gesualdi, allievo di don Lorenzo Milani a Barbiana. Nel 2018 pubblica L'Impero del male, introdotto dal giudice Ferdinando Imposimato.

## Carriera politica
Nel 2011 si è impegnato per il sì in occasione dei referendum abrogativi in tema di liberalizzazione dei servizi idrici.
Nel 2018 viene eletto senatore della XVIII legislatura della Repubblica Italiana nella circoscrizione Toscana per il Movimento 5 Stelle e farà parte della Terza Commissione Esteri.
Membro della Commissione Affari Esteri, Emigrazione. è delegato Italiano all'Assemblea parlamentare dell'OSCE (Organizzazione per la sicurezza e la cooperazione in Europa) e Membro del Consiglio d'Europa.
Da febbraio del 2019 è capogruppo M5S alla Commissione Esteri al Senato.
Da ottobre del 2020 è Vicepresidente M5S al Senato.
Nel maggio del 2024, in occasione delle elezioni europee, viene candidato nella lista del M5S per la circoscrizione centrale. Con circa 12.500 preferenze raccolte è il primo dei non eletti.

## Opere
- Nonostante il Vaticano  (Castelvecchi), 2010[12]
- Derubati di Sovranità. La guerra delle élite contro i cittadini (Il punto di incontro), 2014[13]
- Dio non ha la barba, collana Le Pleiadi, Edizioni Creativa, 2007, ISBN 9788889841136, OCLC 799816924. URL consultato il 28 giugno 2019 (archiviato il 28 giugno 2019).[14][15]
- 99%  Banche, multinazionali e partiti VS Cittadini (Dissensi Edizioni), 2016[16]
- La società del benessere comune (Macro Edizioni), 2017[17]
- L'Impero del male (Dissensi Edizioni), 2018[18]
- Le guerre del pensiero unico (Dissensi Edizioni), 2019[19]